# Mirtillo - Numerus IX
Mirtillo - Numerus IX è un film fantasy italiano del 2025, diretto da Desiderio Sanzi al suo debutto nel lungometraggio di finzione. Ambientato nell'Europa del XIV secolo, il film affronta tematiche legate alla morte, alla peste e al viaggio iniziatico, attraverso un'estetica visionaria e simbolica.

## Trama
Il film si apre con una scena ambientata nei boschi, dove un pastore è alla ricerca di un capretto disperso durante il pascolo.
Parallelamente, Andruccio, un giovane viaggiatore in fuga, si imbatte in una figura distesa a terra. Temendo che possa trattarsi di un malato di peste, inizialmente si mostra diffidente. La creatura, che progressivamente si rivelerà essere la sua guida, presenta tratti umanoidi: pelle nera, lunghi capelli, corna e abiti eleganti dai richiami gotici e classici.
Nel corso del film, tre monologhi recitati da un frate intervallano la narrazione. Il primo introduce il contesto politico e religioso del Medioevo, con particolare riferimento alla persecuzione delle donne accusate di stregoneria da parte della Chiesa cattolica, con citazioni dirette al Malleus Maleficarum.
Durante il cammino, Andruccio confida alla creatura le motivazioni personali del suo viaggio verso Triora, città legata a numerosi processi per stregoneria. In un successivo incontro, i due si imbattono in un musicista, che Andruccio riconosce come un noto assassino. Temendo per la propria incolumità, decide di allontanarsi da lui nel cuore della notte.
Ripreso il cammino, Andruccio dà un nome alla creatura: Mirtillo, appellativo simbolico che richiama espressioni popolari come "uomo nero", "cabron" e "creatura del bosco".
A partire da questo momento, iniziano ad apparire brevi flashback e sequenze oniriche in cui Andruccio viene mostrato sia come bambino che come uomo anziano, rafforzando il carattere simbolico e ciclico del suo percorso.
Nel corso del loro viaggio i due protagonisti incontrano una contadina a ridosso di una zona conosciuta come “la zona maledetta”, reputata pericolosa e abitata da streghe. In seguito a questo incontro, Andruccio e Mirtillo sperimentano un episodio di tipo extrasensoriale, causato da un avvelenamento operato dalla donna, che si rivela essere una strega.
Successivamente, Andruccio e Mirtillo vengono fermati da alcune guardie del re. L'ordinanza dichiara Andruccio un sospetto ladro, ma grazie all'intervento di Mirtillo riescono a fuggire.
Il viaggio inizia a farsi più cupo, avvicinandosi a una dimensione spirituale e simbolica della morte. Un nuovo monologo di Andruccio introduce una serie di sequenze che rievocano le pratiche inquisitorie dell'epoca e le persecuzioni ai danni delle presunte streghe.
In una scena significativa, Andruccio incontra un uomo impiccato, figura che funge da punto di collegamento tra il mondo fisico e quello onirico.
A cavallo tra le montagne dell’Umbria, Andruccio racconta a Mirtillo il mito della Biga alata di Platone, stabilendo un parallelo tra la leggenda e il proprio cammino. Poco dopo, i due si separano.
Andruccio incontra successivamente alcune bambine, che si rivelano essere parte di un incantesimo legato al mito della Gabbia Dorata. Il protagonista riesce a spezzare il ciclo magico nel quale è stato intrappolato dopo questo incontro, potendo ultimare il suo viaggio.
Proseguendo, Andruccio attraversa inconsapevolmente un portale che lo trasporta in un mondo onirico. Qui fa la conoscenza di un mago eccentrico, caratterizzato da una maschera imponente e accompagnato da due cavalieri che fungono da guardie cerimoniali. Il mago lo accoglie a banchetto e, su richiesta dello stesso Andruccio, gli fornisce dettagli su come prepararsi all’incontro con le streghe di Triora e sulle loro richieste per essere accolto.
Andruccio riprende conoscenza e fa ritorno al mondo reale. Si dirige verso una montagna vicina, dove ritrova Mirtillo ad attenderlo per completare il viaggio insieme.
Il film si conclude con una sequenza di immagini in cui Mirtillo incontra in un luogo senza tempo ne spazio, la parte giovane ed anziana di Andruccio, lasciando aperta allo spettatore la possibilità di interpretare liberamente il senso dell’intera vicenda.

## Produzione
Il film è una prosecuzione del progetto audiovisivo Mirtillo, iniziato nel 2023 con il cortometraggio *Mirtillo – Numerus I*, candidato come miglior cortometraggio in diversi festival internazionali e vincitore di numerosi riconoscimenti, successivamente distribuito su Amazon Fire TV. La regia, la sceneggiatura e il montaggio sono a cura di Desiderio Sanzi, artista visivo attivo a livello internazionale, noto per la partecipazione alla 54ª Biennale di Venezia (Padiglione Cuba, 2011), alla Biennale dell'Avana (2012 e 2015) e alla Biennale Fin del Mundo in Cile (2015).
Le riprese in esterni si sono svolte prevalentemente in aree naturali dell’Umbria, tra boschi, rovine e paesaggi collinari. La scelta di questi luoghi è stata motivata dal desiderio di evocare un’atmosfera arcaica e sospesa nel tempo, coerente con l’impronta visiva del film. I contesti rurali e incontaminati hanno contribuito a rafforzare l’impatto simbolico delle sequenze legate alla peste, al viaggio e agli incontri con figure allegoriche.

## Distribuzione
Il film è stato presentato in anteprima il 12 aprile 2025 al Teatro Manini di Narni. La distribuzione in streaming è avvenuta il 20 aprile 2025 tramite Filmhub, che ha curato la diffusione su piattaforme come  Amazon Prime Video, Tubi ed Apple TV+, ampliando la portata dell’opera a un pubblico internazionale.
Inoltre, l’anteprima a Narni ha generato interesse locale e nazionale, con segnalazioni da parte di testate specializzate come Umbria24 e MyMovies, che hanno descritto il film con note positive come "Un dramma potente e viscerale, che esplora la lotta per la sopravvivenza, la speranza e il coraggio di affrontare l'inevitabile". Queste coperture mediatiche hanno contribuito a posizionare Mirtillo – Numerus IX tra le produzioni indipendenti Italiane più seguite nella prima metà del 2025.

## Temi e stile
L’opera unisce elementi del cinema simbolico, gotico e sperimentale. La fotografia cupa, i paesaggi desolati e i richiami religiosi rievocano l’estetica dell’arte medievale e del cinema contemplativo. Lo stesso autore ha definito il film una "tragedia visiva", dove mito, immaginazione e storia si fondono in una narrazione oscura e allegorica.

## Accoglienza
All’uscita, il film ha ricevuto attenzione in ambito indipendente, sia in Italia che all’estero. Nella recensione online di Umbria24, il film è stato definito “un’opera visionaria che unisce sperimentazione cinematografica e suggestioni pittoriche”.
Alcune testate specializzate ne hanno lodato la forza visiva, l’impronta autoriale e la capacità di evocare un immaginario poetico e perturbante, altre hanno evidenziato la complessità narrativa e le scelte stilistiche non convenzionali, è stata criticata anche la struttura frammentata e la lentezza ritmica, ritenendole difficili da seguire. Al contempo, sono stati numerosi coloro che hanno apprezzato il tratto introspettivo del film, ritenuto inaspettatamente profondo per una produzione indipendente, definendolo un “viaggio esistenziale complesso” e ricco di “spunti non banali”.